# André Álvares de Almada
André Álvares de Almada   (Santiago, segle XVI - valor desconegut) va ser un escriptor, comerciant i explorador de Cap Verd amb descendència mestissa. Va ser un dels primers escriptors de Cap Verd coneguts en la història del país. El 1598 va ser nomenat Cavaller de l'orde de Crist, un orde templari.

## Biografia
Al final del segle xvi, es creu que el capità André Álvares de Almada va néixer d'una mare d'ascendència mixta i el seu pare era el capità Ciprião Álvares de Almada, "noble d'un de les illes principals".
Va escriure diversos annals històrics sobre l'expansió portuguesa, després d'explorar l'interior de Guinea (l'àrea coneguda actualment com a Guinea Bissau), com el llibre The Short Treatise of the Rivers of Guinea of Cape Verde between the Senegal River and Baixos de Santa Ana and All the Black Nations on the Coast and its Clothing, Arms, Weapons and Wars el1594. Va ser editat el 1733 i més tard reeditat per Diogo Köpke el 1841. L'obra era sobre la importància dels estudis de l'àrea entre el Riu Senegal i Sierra Leone. Els tractats era un clàssic per conèixer la història de les regions dels pobles africans de l'Àfrica de l'oest. El text és una font rellevant per conèixer la història de la zona.